# Rio Kikori
O rio Kikori é um rio no sul da Papua-Nova Guiné, na ilha da Nova Guiné, com cerca de 320 km de extensão, tendo sua nascente nas Terras Altas do Sul, onde percorre em direção ao sul e deságua no sudeste do Golfo da Papua, com seu delta na cabeça do golfo.